# Казачонок Олександр Михайлович
Олександр Михайлович Казачонок (22 березня 1955 —1 грудня 2020) — військовий лікар, полковник медичної служби Збройних Сил України. Перший керівник Київського військового госпіталю після проголошення незалежності України при якому відбулись дві важливі події в історії закладу: прийом офіцерами військової присяги на вірність народу України та реорганізація 408-го Окружного військового госпіталю Київського військового округу у Головний військовий клінічний госпіталь Міністерства оборони України.

## З життєпису
Народився 22 березня 1955 року у селі Погост Березинського району Мінської області.
В 1972 році закінчив середню загальноосвітню школу в Мінську і в тому ж році поступив до Мінського медичного інституту, який закінчив у 1978 році.
Службу військового лікаря почав у 224-му танковому полку 17-ї Криворізької Червонопрапорної дивізії 6-ї гвардійської танкової армії Київського військового округу на посаді начальника медичного пункту. З 1978 по 1982 рік був начальником медичної служби 230-го гвардійського танкового полку тієї ж дивізії.
В серпні 1982 року капітан медичної служби Олександр Казачонок був призначений на посаду командира 18-ї окремої медичної роти (м.Кривий Ріг).
За роки служби у військовій ланці проходив лікарську практику з терапії та хірургії, отримав спеціалізацію з військово-лікарської експертизи.
В 1986 році призначений начальником Новосанжарського військового санаторію.
В 1991 році Олександр Казачонок очолив 408-й Окружний військовий госпіталь Київського військового округу, згодом затверджений на посаді начальника Головного військового клінічного госпіталю 8 березня 1993 року. Проте вже в 1994 році полковник медичної служби Олександр Казачонок звільнився з лав Збройних Сил.
Після звільнення з армії працював у медичному бізнесі.
У 2003 році переїхав з родиною на постійне місце проживання до США. Пішов з життя 1 грудня 2020 р. в госпіталі міста Нью-Йорк внаслідок хвороби COVID-19.